# Netneutraliteit
Netneutraliteit is het beginsel dat internetproviders alle gegevens op het internet gelijk behandelen en niet discrimineren naar gebruiker, inhoud, website, platform, toepassing, soort aangesloten apparatuur of communicatiemethode. Providers betalen direct of indirect voor de hoeveelheid data die hun klanten versturen, en bepaalde toepassingen veroorzaken veel meer data dan andere. De klanten betalen veelal een vast tarief gebaseerd op de theoretische capaciteit van hun verbinding; de provider baseert de tarieven op het gemiddelde gebruik en uitschieters naar boven zijn, zakelijk gezien, niet welkom.

## Achtergrond
Het internet is een open, wereldwijd netwerk van computerverbindingen, waarbij heel veel kleine commerciële netwerken onderling verbonden zijn, zodat gebruikers via dit netwerk terechtkunnen bij andere gebruikers en zo informatie en bestanden uitwisselen. Op zich is het internet heel open, maar providers kunnen restricties stellen, zodat (eind)gebruikers niet meer een volledige keuzevrijheid hebben.
Het begrip “netneutraliteit” is in 2003 gelanceerd door de Amerikaanse hoogleraar Tim Wu, als uitbreiding van het traditionele concept van de common carrier.
In principe staan netwerkpartijen, verbindingspartijen, knooppunten en hostingproviders neutraal tegenover de informatiestromen. Alleen de eindgebruikers en de dienstenleveranciers zijn verantwoordelijk voor wat zij verspreiden en communiceren. Van de infrastructuurpartijen wordt verwacht dat zij zo open en neutraal mogelijk vrije uitwisseling en communicatie over hun netwerken toestaan en geven hiertoe een 'best effort'-garantie af.
Nederland, Chili en de Verenigde Staten zijn vooralsnog de enige drie landen waar netneutraliteit in de wet is vastgelegd. In de Verenigde Staten besloot de Federal Communications Commission op 26 feb 2015 de neutraliteit van het net veilig te stellen door het internet onder te brengen in Title II van de Communications Act. Dit erkent het als een nutsbedrijf met de daarbij behorende beperkingen. Door de aanname van 'wetsvoorstel nr. 4915-19' werd in 2010 de Chileense telecommunicatiewet geamendeerd. Sindsdien bepaalt deze wet onder meer dat internetproviders geen invloed meer mogen uitoefenen op online data en de bereikbaarheid daarvan. De providers dienen aan de volgende vijf verplichtingen te voldoen:
- Providers mogen op geen enkele wijze iemand de mogelijkheid tot het internetgebruik ontnemen of belemmeren, tenzij een maatregel in het belang is van de privacy van een gebruiker of van het weren van internetvirussen en dergelijke (art. 15A sub a).
- Providers moeten services voor ouderlijk toezicht aanbieden (art. 15A sub d).
- Providers dienen hun klanten te voorzien van een in een voor de klant begrijpelijke taal geschreven exemplaar van hun contract, met daarin alle informatie over hun internetverbinding (art. 15A sub b).
- Providers moeten de volgende zaken garanderen: de privacy van de gebruiker, bescherming tegen virussen en netwerkbeveiliging (art. 15C).
- Providers dienen toegang te verlenen tot alle beschikbare data op het internet (art. 15A sub c), met andere woorden, discriminatie is verboden.

Op 22 juni 2011 stemde de Nederlandse Tweede Kamer in met een voorstel om netneutraliteit op te nemen in de telecomwet. Na instemming van de Eerste Kamer is de nieuwe Telecommunicatiewet van kracht geworden op 1 januari 2013. In deze gewijzigde wet wordt vrije toegang tot het internet gegarandeerd en is het verboden nieuwe diensten zoals WhatsApp, Viber en Skype te blokkeren. Daarmee wordt de zogeheten netneutraliteit wettelijk vastgelegd. Nederland is hiermee het tweede land in de wereld, en de eerste in de EU die een dergelijke stap neemt.

## Dimensionering
Dankzij schaling, goede concurrentie en dimensionering is het mogelijk geworden dat miljoenen eindgebruikers permanent, breedbandig tegen vaste kosten onbeperkt gebruik kunnen maken van hun aansluiting. Dimensionering houdt in dat de exploitant van het commerciële netwerk ervan uitgaat dat niet elke abonnee 24 uur per dag zijn verbinding maximaal benut. De totale netwerkcapaciteit en de capaciteit naar andere providers wordt bij alle providers (zowel kabelinternet als ADSL) verdeeld onder alle gebruikers. Elke netwerkaanbieder doet aan dimensionering, echter de overboekingsfactor verschilt per provider en wordt niet aan consumenten bekendgemaakt. In de praktijk geldt dat elke gebruiker op het moment van gebruik voldoende capaciteit heeft om alle denkbare breedbandige toepassingen te gebruiken. Een uitzondering op deze dimensionering zijn professionele verbindingen: deze worden vaak onoverboekt of met een lagere overboekingsfactor aangeboden.

## Grootgebruikers
Elk commercieel toegangsnetwerk dat toegang biedt aan consumenten heeft te maken met grootgebruikers. Dit is vaak een klein percentage gebruikers dat verantwoordelijk is voor het leeuwendeel van de belasting op het netwerk. Het percentage verschilt per provider, bij de ene provider is 2% van de abonnees verantwoordelijk voor 80% van al het verkeer op het netwerk, bij de andere provider is 5% verantwoordelijk voor 60% van al het verkeer op het netwerk. Deze groep gebruikers claimt een onevenredig deel van de capaciteit van het netwerk.

## Peer-to-peer

P2P-netwerk

Met name P2P-diensten zijn de oorzaak van de extra belasting op alle netwerken. De meeste providers geven aan dat P2P-verkeer 60% van al het verkeer betreft. Zonder filtering zou P2P-verkeer de netwerken en de onderlinge verbindingen 100% belasten, wat normaal gebruik voor andere diensten en andere gebruikers onmogelijk zou maken.

### P2P niet zo efficiënt als gedacht
P2P-verkeer heeft als nadeel dat het vrij ongebreideld groeit: P2P-distributie lijkt goedkoper omdat het hostingkosten voor de aanbieder wegneemt, maar is in macro-economisch perspectief duurder omdat per P2P-download of -stream meer dataverkeer wordt gegenereerd dan bij een reguliere download of stream. Dit is te wijten aan communicatie-overhead en parityfeeds. De extra belasting verschilt per netwerk, per type content en per provider, maar schommelt tussen de 15% en 40%, met name bij realtimediensten zoals P2P-telefonie en P2P-televisie is dit effect sterk.
Omdat toegangsproviders vaak ook hostingproviders zijn, missen ze enerzijds de hostinginkomsten en anderzijds worden ze geconfronteerd met extra belasting op het netwerk. Dit heeft in het Verenigd Koninkrijk geleid tot een boycot van de BBC door alle providers omdat ze verrast werden door een enorme toename van dataverkeer op het netwerk in verband met de lancering van de "BBC Peer2Peer iPlayer".

## Fair use policies
Om excessief gebruik van het netwerk te kunnen beheren, hanteren veel providers een fair use policy (FUP). In deze FUP's staat dat oneigenlijk en excessief gebruik niet wordt toegestaan: elke abonnee heeft immers een evenredig recht op capaciteit. Als een bepaalde gebruiker(sgroep) een andere gebruiker(sgroep) hindert dan mag de provider bijvoorbeeld het gebruik inperken, de gebruiker afsluiten, of laten betalen naar ratio. De policy verschilt per provider en wordt niet altijd even duidelijk gepubliceerd.

## Schaling
Een andere manier om met de grote toename van verkeer om te gaan is netwerkschaling. De netwerken en de internetverbindingen van de providers worden steeds groter. Alle infrastructuurpartijen investeren elk jaar in een verdubbeling tot wel vertienvoudiging van de netwerkcapaciteit. Providers kunnen echter niet onbeperkt blijven schalen: de investeringen zullen hoe dan ook gedekt moeten worden door inkomsten uit de abonnees. In een sterk concurrerende markt is het voor providers echter onmogelijk de maandprijs te verhogen: consumenten stappen dan massaal over.

## Traffic shaping
Een andere veel toegepaste manier om de belasting op het netwerk te kunnen beheren is traffic shaping. Om te voorkomen dat een bepaald type dienst het netwerk dusdanig overbelast dat het andere gebruikers gaat hinderen of de provider onevenredig op kosten jaagt, kan de provider overgaan tot het inperken van dit type verkeer. Vrijwel alle providers optimaliseren de stromen data over hun netwerk, maar geven geen openheid over welk type diensten worden geoptimaliseerd en tot op welke hoogte dit wordt gedaan.
Tegenstanders van traffic shaping stellen dat het innovatie zou tegenhouden: nieuwe diensten worden mogelijk belemmerd. Voorstanders van traffic shaping stellen dat het innovatie juist bevordert: er blijft door shaping altijd ruimte gegarandeerd voor nieuwe innovatieve diensten.

## Alternatieven
Bijvoorbeeld voor grootschalige videodistributie is onder de hoede van de AMS-IX in Nederland een project gestart tussen internetproviders, omroepen en streamingvideo-experts, onder meer XS4ALL, Surfnet, NPO, RTL en Jet Stream. Deze werkgroep werkt aan het vergroten van de videodistributiecapaciteit op het internet in Nederland, waarbij de kwaliteit van dienstverlening wordt verhoogd, de kosten worden verlaagd en de netwerken en de onderlinge verbindingen juist ontlast. Door slimme logistieke distributietechniek wordt netneutraliteit op een positieve manier gerealiseerd, immers andere diensten hebben ook voordeel bij de vrijgekomen capaciteit op de verbindingen.

## Naar land

### Verenigde Staten
Providers vinden dat ze onevenredig op kosten worden gejaagd door sommige dienstenaanbieders en gebruikers(groepen) en vinden dat ze hun netwerk en andere dienstenaanbieders en gebruikers(groepen) moeten kunnen blijven beschermen tegen wildgroei. Ook zijn er providers die vinden dat ze specifieke dienstverleners voorrang mogen geven, realtime- en bedrijfskritische diensten bijvoorbeeld. Weer andere providers vinden dat ze hier ook extra kosten aan dienstverleners voor mogen berekenen. Diverse dienstverleners vinden dat op zich een interessant idee, mits men gegarandeerde doorgifte, dus voorrang, verkrijgt.
In het meest ongunstige geval kan een toegangsprovider diensten plotseling frustreren of volledig blokkeren ten behoeve van eigen diensten, zonder dat de abonnee hier weet van heeft of de kans heeft om over te stappen. Daarom willen veel belangenorganisaties dat providers stoppen met het filteren van verkeer en dat de providers hun netwerken maar moeten schalen. De kosten hiervoor zal de accessprovider echter wel doorberekenen aan de eindgebruikers of de dienstverleners. Veel dienstverleners en consumenten zijn bang dat ze meer moeten gaan betalen.
Op 26 februari 2015 voerde de Amerikaanse Federal Communications Commission netneutraliteit in door internetproviders als common carriers te classificeren.
De nieuwe, door president Trump benoemde voorzitter van de FCC, Ajit Pai, stelde op 21 november 2017 voor om deze netneutraliteit opnieuw terug te draaien. Zijn voorstel is op 14 december 2017 met 3 (Republikeinen) tegen 2 (Democraten) aangenomen, zodat de regulering inzake netneutraliteit wordt afgeschaft.

### Nederland
In Nederland wordt minder gepolariseerd gedacht over netneutraliteit. Providers, consumentenorganisaties, internetjuristen en dienstverleners kwamen tot deze stellingen tijdens een bijeenkomst van het ECP van het Ministerie van Economische Zaken:
- Providers moeten altijd in staat kunnen zijn hun netwerk te dimensioneren en het netwerk voor alle gebruikers bruikbaar te houden.
- Daartoe mogen zij grootgebruikers en excessief wildgroeiende protocollen redelijkerwijs inperken.
- Providers mogen dienstenaanbieders nooit blokkeren ten behoeve van eigen diensten.
- Providers mogen specifieke diensten voorrang geven op voorwaarde dat dit niet ten koste gaat van andere diensten.
- Providers mogen specifieke dienstverleners geen voorrang geven en niet benadelen.
- Providers moeten dezelfde prijsstellingen voor externe dienstenaanbieders hanteren als men intern voor vergelijkbare diensten gebruikt.

Er gaan stemmen op om providers tot meer openheid te manen: communiceer de overboekingsfactoren, de trafficshapingregels en de fairusepolicy's duidelijk naar consumenten, zodat zij een eerlijke keuze kunnen maken. Providers kunnen hier ook voordeel van hebben: ze kunnen zich profileren als een optimale gamingprovider of als een optimale webtv-provider bijvoorbeeld.
Met de Wet van 10 mei 2012 tot wijziging van de Telecommunicatiewet ter implementatie van de herziene telecommunicatierichtlijnen is onder meer artikel 7.4a van de Telecommunicatiewet ingevoerd dat bepaalt dat aanbieders van openbare elektronische communicatienetwerken waarover internettoegangsdiensten worden geleverd en aanbieders van internettoegangsdiensten geen diensten of toepassingen op het internet belemmeren of vertragen, waaronder het rekenen van verschillende tarieven voor verschillende internettoepassingen, bij hetzelfde datagebruik (met enkele uitzonderingen).
Het blokkeren van diensten met veel dataverkeer, zoals YouTube en Spotify, op wifi in NS-treinen is bijvoorbeeld wel toegestaan. Hierbij is het onduidelijk waarom alternatieven als het in zijn algemeenheid (technisch) beperken van de beschikbare bandbreedte per gebruiker onmogelijk werden geacht.

### België
Dit valt onder de wet van 13 juni 2005 betreffende de elektronische communicatie.
Sinds begin 2011 staat netneutraliteit in België op de politieke agenda. Jef Van den Bergh (CD&V) en Valérie Déom (PS) dienden elk een wetsvoorstel in. In juni 2011 werden er in de Kamer van volksvertegenwoordigers hoorzittingen georganiseerd met betrekking tot netneutraliteit. Minister Van Quickenborne toonde zich voorstander van een open internet. CD&V, N-VA & PS dienden op 7 juli 2011 een gezamenlijk tekstvoorstel in.

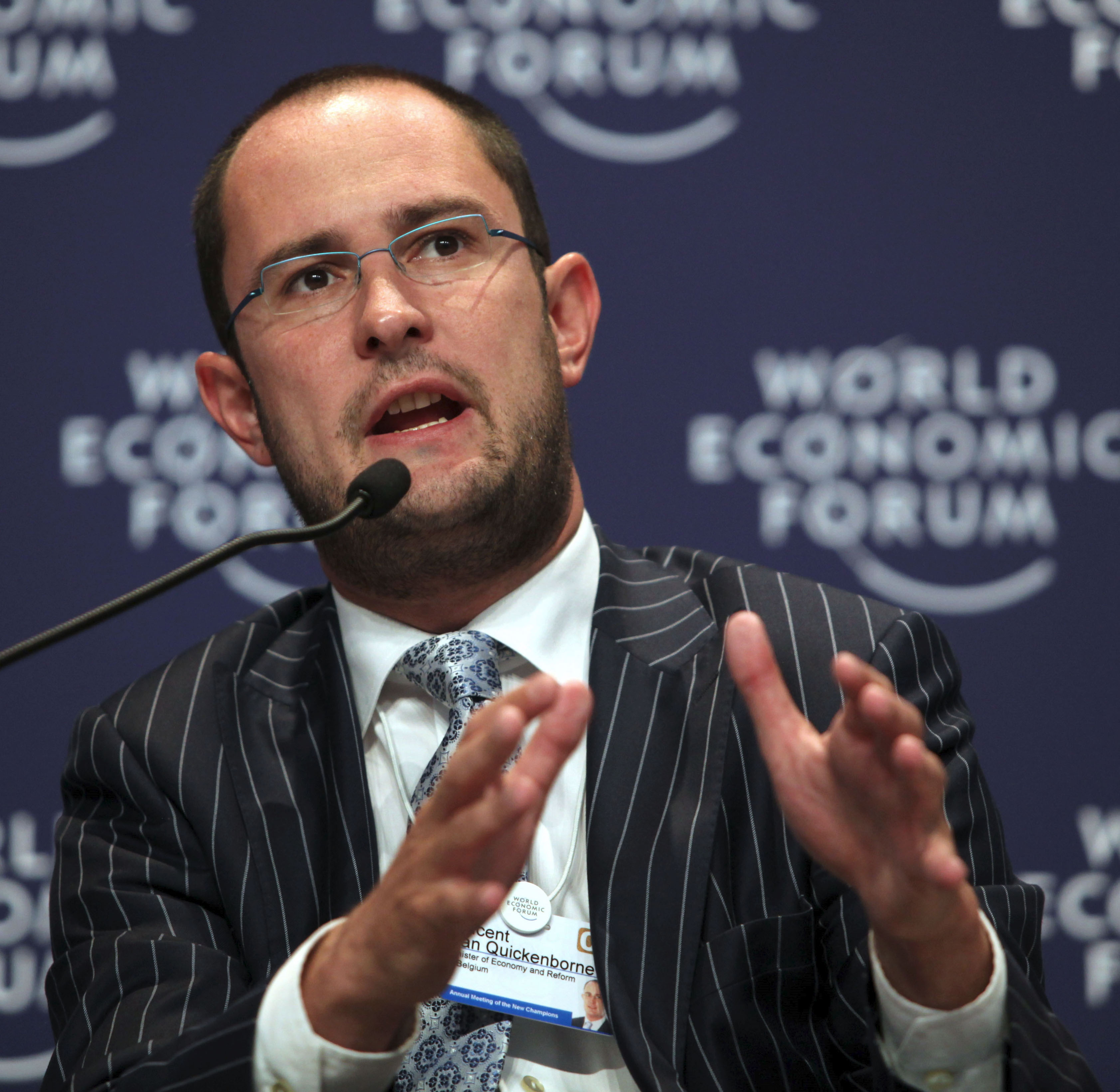
Vincent Van Quickenborne

Later werd een meer algemeen wetsvoorstel weliswaar aangenomen, maar met uitsluiting van de bepalingen inzake netneutraliteit, dit wellicht in verband met de – toen nakende – Europese regelgeving.
In december 2017 zag Proximus CEO Dominique Leroy wel redenen om aan de netneutraliteit te sleutelen in Europa: “netneutraliteit is belangrijk voor kleine spelers, maar het gaat te ver als spelers zoals Google, Netflix en Facebook steeds meer capaciteit nodig hebben - de gratis distributie heeft hen groot gemaakt.”

### Frankrijk
Op 12 april 2011 keurde de Commissie economische zaken van het Franse parlement het rapport van Laure de La Raudière (UMP) goed. Het rapport omvat negen wetsvoorstellen waarvan Proposition n°1 & 2 slaan op netneutraliteit.

### Europese Unie
Op 20 oktober 2011 heeft de industriecommissie van het Europees Parlement unaniem een resolutie aangenomen aangaande netneutraliteit, waarbij de commissie benadrukt dat providers internetverkeer gelijk moeten behandelen.
Op 30 augustus 2016 publiceerde de Europese toezichthouder BEREC richtlijnen inzake netneutraliteit (Guidelines on the Implementation by National Regulators of European Net Neutrality Rules). BEREC is hiertoe gemachtigd krachtens de Europese verordening 2015/2120 inzake open internettoegang.

## Voorbeelden van zeer, minder en niet-kritische diensten
Er is redelijke consensus over welke diensten voorrang (zogeheten QoS, Quality of Service) zouden mogen genieten en welke met normale ('best effort') garantie kan worden doorgegeven. De definitie van kritische diensten en niet-kritische diensten kan per provider, per abonnee en per dienstenaanbieder nog verschillen. Van deze diensten kan worden aangenomen dat ze zeer, minder of niet-kritisch zijn.
Zeer kritische diensten zijn bijvoorbeeld:
- Voice over IP (realtimeaudio- en -videocommunicatie moet ongestoord kunnen werken)
- Gaming (realtime gaminginformatie moet ongestoord kunnen werken)
- Streaming media (realtime live- en ondemand radio en televisie moet ongestoord kunnen werken)
- Bedrijfsprocessen (ondanks dat bedrijfsprocessen op zakelijke verbindingen thuis horen moeten deze vaak realtimediensten ongehinderd kunnen werken, betaaldiensten bijvoorbeeld)

Kritische diensten zijn bijvoorbeeld:
- E-mail (de snelheid is niet primair van belang, de onbelemmerde doorgifte en beschikbaarheid wel)
- Surfen (de snelheid is niet primair van belang, de onbelemmerde doorgifte en beschikbaarheid wel)
- Chat (de snelheid is niet primair van belang, de onbelemmerde doorgifte en beschikbaarheid wel)

Niet-kritische diensten zijn bijvoorbeeld:
- Downloads (de snelheid en beschikbaarheid zijn primair een belang van de aanbieder zelf, de downloadduur is niet schadelijk voor de consumptie)
- P2P-downloads (de snelheid en beschikbaarheid zijn primair een belang van de gebruikers zelf, de downloadduur is niet schadelijk voor de consumptie)
- Usenetdownloads (de snelheid en beschikbaarheid zijn primair een belang van de gebruikers zelf, de downloadduur is niet schadelijk voor de consumptie)

## Voorbeelden van netneutraliteitincidenten in Nederland
- Het Net van KPN was bij de start een afgesloten platform: er was geen toegang tot het internet mogelijk, maar werd wel als internetprovider gepresenteerd.
- Tiscali blokkeerde in 2005 de radiostreams van Radio 538 omdat men vond dat hun hostingprovider misbruik maakte van de peeringovereenkomst: er werd eenzijdig dataverkeer afgeleverd, en niet wederzijds verwerkt.
- Vodafone stelde in 2007 in de leveringsvoorwaarden van een aantrekkelijk 'sim-only'-mobielabonnement dat het data-abonnement niet gebruikt mag worden voor VoIP-diensten van derden, om inkomsten uit telefoontikken te garanderen en probeerde deze diensten actief te blokkeren.
- iMode van KPN was bij de start een afgesloten platform: er was zeer beperkte toegang tot het internet mogelijk, ten behoeve van de eigen portal.
- Vodafone Live van Vodafone was bij de start een afgesloten platform: er was zeer beperkte toegang tot het internet mogelijk, ten behoeve van de eigen portal.
- UMTS-netwerken van vrijwel alle mobiele operators blokkeerden tot 2007 toegang tot internetvideodiensten, ten behoeve van de eigen videodiensten.
- UMTS-aanbieders filteren voor goedkopere pakketten het streamingverkeer, limiteren dit, of vragen hier een extra vergoeding voor.
- Veel contenteigenaren laten exploitanten toegang tot content limiteren tot een geografische grens omdat men hun licentiemodellen nog niet heeft aangepast aan de wereldwijdheid van het internet en proberen zo prijsverschillen en releasedata in de markt in stand te houden. Een voorbeeld is de Olympische Spelen die het publiceren van het NOS Journaal op internet hindert omdat er mogelijk beelden van de Spelen in voorkomen.